# Oconto (Wisconsin)
Oconto è una città degli Stati Uniti d'America, situata in Wisconsin, nella Contea di Oconto, della quale è anche capoluogo.